# Edwardsia mcmurrichi
Edwardsia mcmurrichi is een zeeanemonensoort uit de familie Edwardsiidae. De anemoon komt uit het geslacht Edwardsia. Edwardsia mcmurrichi werd in 2008 voor het eerst wetenschappelijk beschreven door Daly & Ljubenkov. 